# Ђеновезе (Месина)
Ђеновезе је насеље у Италији у округу Месина, региону Сицилија.
Према процени из 2011. у насељу је живело 98 становника. Насеље се налази на надморској висини од 568 м.